# Coleen Rooney

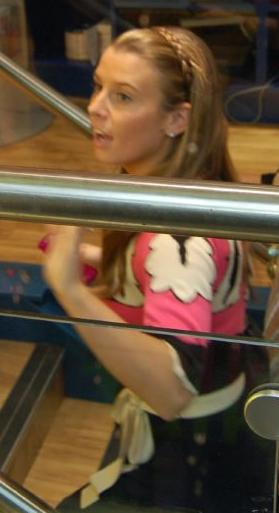
Coleen Rooney

Coleen Mary Rooney (geb. McLoughlin; * 3. April 1986 in Liverpool, Merseyside) ist eine britische TV-Moderatorin und Kolumnistin. Sie ist seit 2008 die Ehefrau des englischen Fußballspielers Wayne Rooney.
In ihrem Buch Welcome to My World, das im März 2007 erschien, beschreibt sie ihren Weg von einer ganz normalen Liverpoolerin zum Fernsehstar. Das Buch entwickelte sich zum Bestseller in Großbritannien. Ihre TV-Show Real Women lief erfolgreich beim englischen Fernsehsender ITV2. Im Verlag HarperCollins erscheint seit 2008 ihre Buchserie „Coleen Style Queen“ für Kinder und Jugendliche, zu der bisher sechs Titel gehören.
Sie ist außerdem Autorin einer Modekolumne und entwickelte eine eigene Parfumserie.
Am 2. November 2009 brachte Coleen Rooney den ersten ihrer inzwischen vier Söhne zur Welt.